# Kathrine Kressmann Taylor
Kathrine Kressmann Taylor (ur. 1903 w Portland w stanie Oregon, zm. 1996), amerykańska pisarka i publicystka, autorka powieści Adresat nieznany.
Kathrine Kressmann urodziła się w 1903 roku w Portland. W wieku 21 lat ukończyła studia na Uniwersytecie Oregońskim i wyjechała do San Francisco, gdzie pracowała jako copywriter. W 1928 roku na jednym z przyjęć poznała Elliotta Taylora, właściciela niewielkiej agencji reklamowej. Dwa tygodnie później wzięli ślub. 
W okresie Wielkiego Kryzysu firma Taylora zbankrutowała, małżeństwo kupiło więc farmę na prowincji i wyprowadziło się z miasta. Tam urodziła się trójka ich dzieci. W 1938 Kathrine Kressmann Taylor przeprowadziła się wraz z rodziną do Nowego Jorku, gdzie Elliott rozpoczął pracę jako wydawca.
W tym samym roku Kathrine Kressmann Taylor napisała swoją pierwszą i najgłośniejszą powieść – "Adresata nieznanego". Była to fikcyjna korespondencja pomiędzy dwoma kumplami z dzieciństwa a jednocześnie partnerami w interesach; amerykańskim Żydem i rodowitym Niemcem. Początkowa przyjaźń zmienia się z czasem w nienawiść podszytą faszyzmem, efekt pierwszych lat rządów Adolfa Hitlera. 
Powieść "Adresat nieznany" ukazała się w 1938 roku w magazynie "Story", rok później z powodzeniem wydano ją w wersji książkowej. W obu przypadkach na okładce pojawiał się "Kressmann Taylor" – wydawca stwierdził bowiem, że powieść jest "zbyt mocna, by jako jej autor figurowała kobieta". W 1939 roku "Adresat nieznany" trafił do Wielkiej Brytanii, gdzie odniósł nie mniejszy sukces. Wydano go również po niemiecku, tyle że w Moskwie. 
Jej triumfalny marsz przez kontynent zatrzymała wojna – powieść trafiła wówczas na indeks ksiąg zakazanych, a wydrukowany już nakład edycji holenderskiej skonfiskowano. W 1944 roku powieść przełożono na język filmu – obraz wyreżyserował William C. Menzies. Po wojnie nie myślano o wznowieniu "Adresata nieznanego", gdyż jego demaskatorska siła straciła na znaczeniu. Dopiero w 1995 roku książka ponownie trafiła na rynek.
Po wybuchu wojny Kathrine Kressmann Taylor nie zrezygnowała z pisania. Jej druga powieść, "Until That Day", ukazała się w 1942 roku w Stanach Zjednoczonych i również obrazowała nazizm. Zmęczeni wojną i Hitlerem czytelnicy niezbyt chętnie kupowali powieść. W efekcie Kathrine zrezygnowała z pisania. Od 1947 roku uczyła dziennikarstwa i nauk humanistycznych w Gettysburg College w Pensylwanii. W 1953 zmarł jej mąż.
Kathrine Kressmann Taylor przeszła na emeryturę w 1966 roku i przeprowadziła się do Włoch. W grudniu tego samego roku była świadkiem wielkiej powodzi – w efekcie raz jeszcze sięgnęła po pióro, tworząc "Pamiętnik z Florencji w czasie powodzi". Rok później Katherine poślubia rzeźbiarza Johna Rooda i przeprowadziła się do Minnestoty. Zmarła w 1996 roku, ciesząc się z odzyskanej sławy.